# Toyotomi Hidetsugu

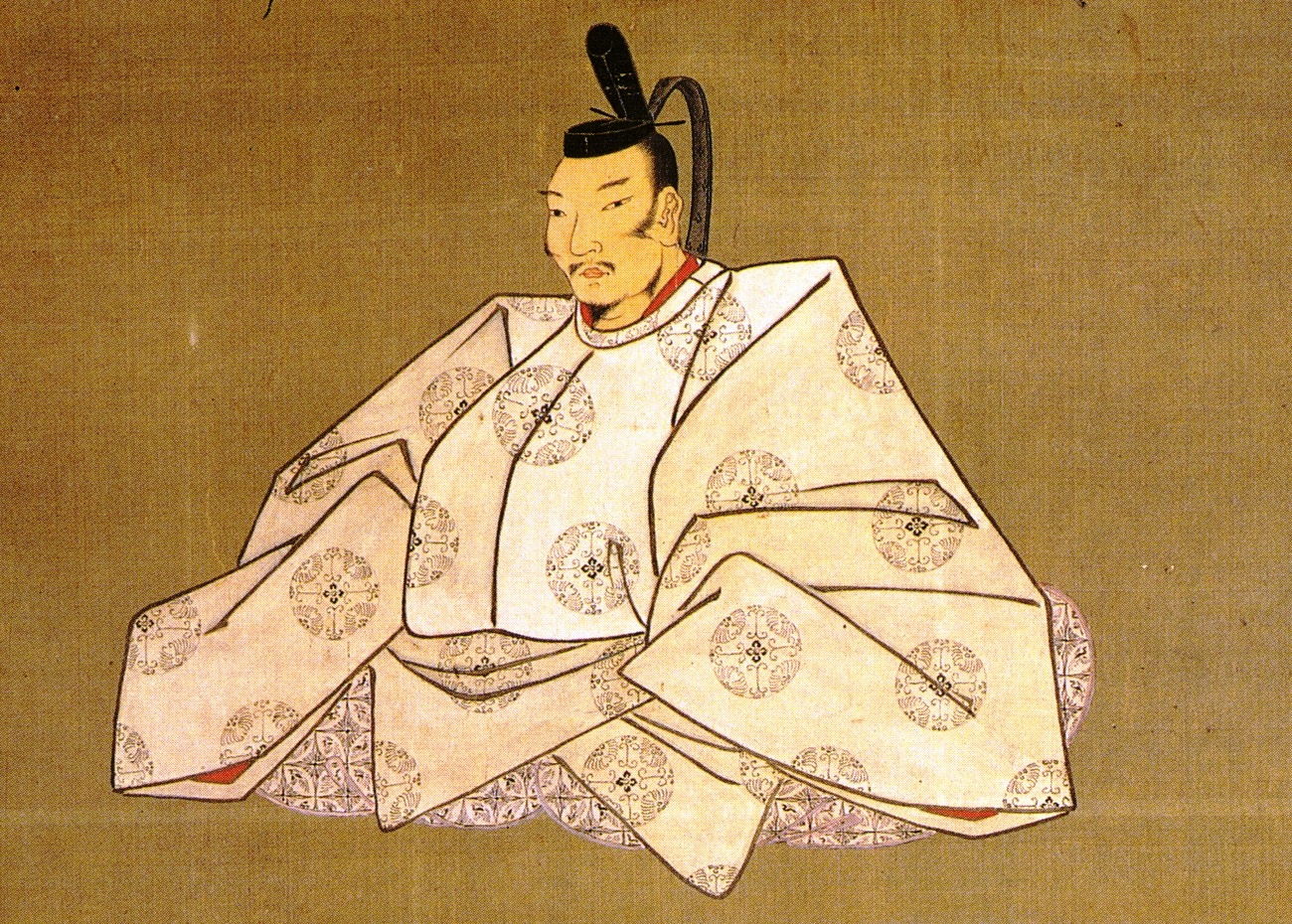
Toyotomi Hidetsugu

Toyotomi Hidetsugu (jap. 豊臣 秀次, auch: Hashiba Hidetsugu (羽柴 秀次); * 1568; † 1595) war der Sohn einer Halbschwester Toyotomi Hideyoshis.

## Leben und Wirken
Toyotomi Hidetsugu nahm an den Feldzügen von 1583 bis 1591 teil, mit denen Hideyoshi das Land weitgehend einigte. Am 1. Februar 1592, nachdem Hideyoshi seinen Sohn Tsurumatsu (geboren 1589) verloren hatte, adoptierte er Hidetsugu und setzte ihn als seinen Erben ein. Zehn Tage später übertrug er Hidetsu sein Amt als Kaiserlichen Regent (Kampaku) und als Kanzler zur Linken (Sadaijin). Er überließ ihm auch seinen Palast „Jurakudai“ in Kyōto.
Hidetsugu war dann nicht in der Lage, sein Amt ordnungsgemäß auszuführen, zumal sich Hideyoshi ständig einmischte. Es gab Unstimmigkeiten zwischen den beiden, und als Hideyoshi 1593 doch noch einen Sohn bekam, Toyotomi Hideyori (1593–1615), war Hidetusgus Schicksal besiegelt. Er wurde gezwungen, sich in das Kloster auf dem Berg Koya zu begeben und dort Seppuku zu begehen.